# Lina Medina
Lina Vanessa Medina (sinh ngày 27 tháng 9 năm 1933 ở Paurange, Peru) đã sinh một đứa con khi mới 5 tuổi, 7 tháng và 21 ngày và hiện nay là người có độ tuổi làm mẹ trẻ nhất trong lịch sử y học. Kỷ lục thế giới này rất gần với một trường hợp tương tự ở Nga.
Lina Medina sinh ở Ticrapo, tỉnh Castrovirreyna, Peru, cha là thợ bạc Tiburcio Medina và mẹ là Victoria Loza.
Lina được bố mẹ đưa đến bệnh viện do sự gia tăng kích cỡ của bụng. Ban đầu, người ta nghĩ rằng cô có một khối u, nhưng về sau, các bác sĩ đã xác định được rằng cô đang mang thai đến tháng thứ 7. Bác sĩ Gerardo Lozada đã đưa cô tới Lima, thủ đô của Peru, trước khi thực hiện phẫu thuật, để các chuyên gia khác khẳng định lại rằng Lina thật sự có thai. Một tháng rưỡi sau, vào ngày 14 tháng 5 năm 1939, cô đã sinh ra một bé trai bằng thủ thuật Xê-da vì khung xương chậu của cô vẫn còn nhỏ. Cuộc phẫu thuật do hai bác sĩ Lozada và Busalleu đảm nhiệm còn bác sĩ Colretta thì gây tê. Trường hợp của cô đã được bác sĩ Edmundo Escomel ghi nhận tại La Presse Medicale, theo đó, còn có các chi tiết khác như kinh nguyệt của cô đã có bắt đầu từ lúc 8 tháng tuổi, và ngực phát triển khi lên 4 tuổi. Khi 5 tuổi hệ xương chậu của cô bắt đầu phát triển.
Con trai của cô khi sinh nặng 2,7 kg và được đặt tên là Gerardo theo tên người bác sĩ. Gerardo lớn lên và nghĩ rằng mình là em trai của Lina, nhưng khi lên mười tuổi, bị bạn bè trêu chọc thì anh đã phát hiện ra rằng Lina chính là người mẹ của mình. Anh đã lớn lên khỏe mạnh nhưng đã chết vào năm 1979 ở độ tuổi 40 vì căn bệnh về viêm tủy xương.
Không có bằng chứng nào cho thấy việc Lina Medina mang thai là do nguyên nhân khác với thông thường. Tuy nhiên, Lina Medina không tiết lộ cha của đứa bé là ai, cũng như về quá trình thụ thai của mình. Vào năm 2002 cô đã từ chối cuộc phỏng vấn với Reuters. Medina đã cưới Raúl Jurado, người là cha đứa con thứ hai của cô vào năm 1972. Hai người sống trong một quận nghèo ở Lima tên là Chicago Chico ("Tiểu Chicago").
Có hai bức ảnh được công bố làm tài liệu về trường hợp này. Bức ảnh đầu tiên có chất lượng thấp, được chụp vào khoảng đầu tháng 4 năm 1939, khi Medina có thai được 7 tháng rưỡi. Bức ảnh thứ hai được chụp với chất lượng tốt hơn, trong ảnh cô đứng cạnh bác sĩ Gerardo Lozada còn cậu con trai Gerardo 11 tháng thì nằm trong xe nôi.